# سیارک ۱۸۵۱۵۰
سیارک ۱۸۵۱۵۰ (به انگلیسی: 185150 Panevezys، نامگذاری:2006SP161)۱۸۵۱۵۰مین سیارک کشف شده‌است که در ۲۳ سپتامبر ۲۰۰۶ کشف شد.